# L’Africaine (Oper)
L’Africaine (dt.: Die Afrikanerin, alternativer Titel: Vasco de Gama) ist eine Grand opéra in fünf Akten von Giacomo Meyerbeer und dem Librettisten Eugène Scribe. Meyerbeer konnte die Komposition der Oper noch vor seinem Tod vollenden, erlebte aber nicht mehr die erfolgreiche Uraufführung am 28. April 1865 in der Pariser Oper. Das Werk kam in einer gekürzten und bearbeiteten Fassung von François-Joseph Fétis zur Aufführung, wobei die Handlung des vierten und fünften Aktes von Indien nach Ostafrika verlegt wurde. Auch die deutsche Erstaufführung am 18. November desselben Jahres in Berlin in einer Übersetzung von Ferdinand Gumbert wurde zu einem großen Erfolg.
Erst seit der kritischen Edition von Jürgen Schläder anhand von Meyerbeers Autograph sind Fétis’ Eingriffe offenkundig.

## Handlung nach der Fétis-Fassung

### Ort und Zeit
Die ersten zwei Akte spielen in Lissabon, die Akte drei bis fünf an der Ostküste Afrikas Ende des 15. Jahrhunderts.

### Erster Akt
Bild: Sitzungssaal des Hohen Rates in Lissabon
Inès wartet seit zwei Jahren vergebens darauf, dass ihr Geliebter Vasco da Gama endlich von seiner Expedition, in die er vor langer Zeit mit Bartholomäus Diaz zu unbekannten Ländern aufgebrochen war, in die Heimat zurückkehre. Überraschend bekommt Admiral Don Diego, Inès‘ Vater, die Nachricht, die Entdeckungsfahrt sei gescheitert, und alle daran Beteiligten hätten den Tod gefunden. Er befiehlt deshalb seiner Tochter, nicht mehr länger auf den Verschollenen zu warten, sondern Don Pedro, den obersten Rat des Königs, zu heiraten.
Während die hohen Herren beraten, erreicht sie die Kunde, es habe doch einen Überlebenden gegeben. Dieser stehe vor der Tür und bitte, eingelassen zu werden. Seinem Wunsch wird entsprochen. Als der junge Mann den Saal betritt, sind alle höchst überrascht, denn es ist der tot geglaubte Vasco da Gama. Als Beweis, dass es nicht nur fremde Länder, sondern auch noch unbekannte Völker gibt, hat er in Afrika auf dem Sklavenmarkt zwei dunkelhäutige Menschen gekauft und mit nach Lissabon gebracht: Das Mädchen Sélika und den Burschen Nélusko.
Vasco hat den Kopf voller Pläne. Am liebsten würde er schon am folgenden Tag zu einer neuen Seereise aufbrechen. Seine Bitte, ihm ein Schiff zu überlassen, wird jedoch von der Admiralität und vor allem vom Großinquisitor abgelehnt. Darüber gerät Vasco da Gama so sehr in Zorn, dass er sich zu beleidigenden Äußerungen hinreißen lässt. Dies hat zur Folge, dass er auf Befehl des Großinquisitors zusammen mit den beiden Schwarzen ins Gefängnis geworfen wird.

### Zweiter Akt
Bild: Im Inquisitionsgefängnis

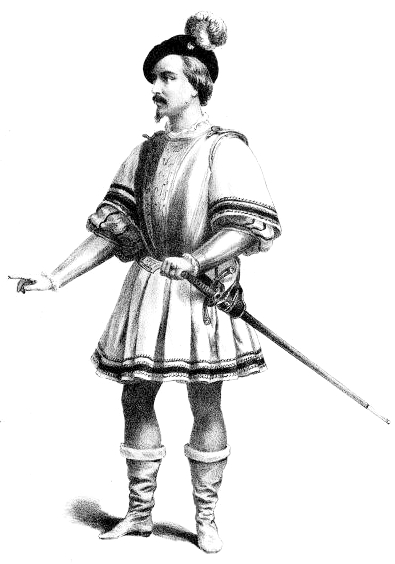
Victor Warot als Don Alvar bei der Uraufführung der Oper 1865

Vasco da Gama muss seine Zelle mit Sélika und Nélusko teilen. Als letzterer merkt, dass Sélika in Vasco verliebt ist, keimt bei ihm die Eifersucht, denn auch er schwärmt für das Mädchen. Er steigert sich dermaßen in Rage, dass er mit einem Messer auf den schlafenden Vasco zugeht. Sélika erkennt gerade noch rechtzeitig seine Absicht und kann den Mord verhindern. Nachdem Vasco aufgewacht ist, erfährt er, dass Sélika in ihrem Heimatland Königin ist und von Sklavenjägern verschleppt wurde. Um seine Liebe zu gewinnen, verrät sie Vasco einen gefahrlosen Seeweg zur Ostküste Afrikas.
Inès und Don Pedro haben inzwischen geheiratet. Gemeinsam suchen sie Vasco da Gama in seiner Zelle auf. Inès erklärt ihm, sie habe beim hohen Rat seine Rehabilitation erreicht. Er sei nicht nur frei, sondern solle Don Pedro bei einer neuen Expedition nach Afrika als erfahrener Fachmann zur Seite stehen. Dabei sollen ihm auch die beiden Eingeborenen mit ihren Landeskenntnissen von Nutzen sein. Vasco da Gama ahnt, dass seine Rehabilitierung nur der großen Liebe von Inès zu ihm zu verdanken ist und dass sie nur deshalb Don Pedro geheiratet hat, um ihn frei zu bekommen.

### Dritter Akt
Bild: An Bord eines Segelschiffes
Kapitän Don Pedro hat Nélusko befohlen, das Steuer zu übernehmen, weil er ihm die besten Kenntnisse zutraut. Dieser aber hegt einen Racheplan. Er beabsichtigt, die gesamte Besatzung ins Verderben zu führen. Als Vasco da Gama die Gefahr bewusst wird, beschwört er Don Pedro, einen anderen Kurs einzuschlagen. Anstatt den Rat Vascos dankbar zu befolgen, lacht er ihn aus, lässt ihn an den Schiffsmast binden und befiehlt seiner Mannschaft, ihn zu erschießen. Inès und Sélika, die auch an Bord sind, flehen Don Pedro an, Gnade walten zu lassen, der aber bleibt hart. Doch bevor die Exekution ausgeführt werden kann, zerschellt das Schiff genau an der Stelle, wo auch schon die vorausgegangene Expedition unter Bartholomäus Diaz ihr Ende gefunden hat. Die Eingeborenen entern das havarierte Schiff und richten unter den Überlebenden ein Blutbad an. Lediglich Sélika, in der sie ihre Königin erkennen, und die unter ihrem Schutz stehende Inès sowie Nélusko bleiben am Leben. Vasco da Gama bleibt unentdeckt und es gelingt ihm die Flucht.

### Vierter Akt
Bild: An der ostafrikanischen Küste
Zum zweiten Mal wird Sélika zur Königin ihres Volkes proklamiert. Vor dem Oberpriester der Brahmanen erneuert sie ihren Schwur, keiner fremden Person zu erlauben, die heilige Erde ihres Landes zu betreten. Wer dies tue, sei zum Tode verurteilt. Um Vasco da Gama vor diesem Unheil zu bewahren, gibt sie ihn als ihren Ehemann aus, was Nélusko – wenn auch widerwillig – bestätigt. Weil Vasco glaubt, seine Geliebte Inès sei bei der Schiffskatastrophe ums Leben gekommen, freundet er sich gerne mit Sélikas Plan an und lässt sich mit ihr vom Oberpriester nach einheimischem Brauch vermählen. Doch kaum ist der Ritus vollzogen, vernimmt Vasco aus der Ferne einen Hilferuf. Er erkennt Inès‘ Stimme und macht sich auf, die Geliebte zu suchen.

### Fünfter Akt
Bild: Im Garten der Königin Sélika
Sélika unterhält sich mit Inès. Dabei wird ihr bewusst, wie heftig die Beziehung zwischen der Tochter des Admirals und Vasco da Gama ist. Sie erkennt auch, dass dieser mit ihr nie glücklich werden kann. Voller Großmut entsagt sie ihrer Liebe und befiehlt ihren Untertanen, dem Paar ein Schiff zur Heimreise bereitzustellen.
Verwandlung: Auf dem Kap
Wehmütig blickt Sélika dem Schiff nach, das Vasco da Gama und Inès nach Portugal zurückbringt. Dabei atmet sie tief den Duft des Manzanillobaumes ein, der auf Menschen tödlich wirkt. Durch den Verlust Vascos ist ihr Leben sinnlos geworden. Als sie von Nélusko gefunden wird, ist es bereits zu spät für eine Rettung. Nélusko beschließt, ihr in den Tod zu folgen.

## Musik

### Orchesterbesetzung
Angaben nach der kritischen Ausgabe, herausgegeben von Jürgen Schläder:
- 4 Flöten (2. auch Piccolo), 2 Oboen, 2 Englischhörner, 2 Klarinetten, 2 Bassklarinetten, 4 Fagotte, 4 Hörner, 2 Pumpventil-Hörner, 2 Pumpventil-Kornette, 2 Trompeten, 2 Pumpventil-Trompeten, 2 Pistons, 3 Posaunen, Ophikleide, 3 Pauken; Schlagwerk: Große Trommel, Becken, Triangel, Trommel, Militärtrommel, Tamtam, Glockenspiel; 4 Harfen, Streicher

Bühnenmusik
- hinter der Szene: 2 Flöten, 2 Klarinetten, 2 Fagotte, 2 Pumpventilhörner, 2 Harfen, Kanone
- auf der Szene: 2 kleine Kornette, 4 Flügelhörner, 4 Altkornette, 4 Tenorhörner, 2 Barytonhörner, 4 Trompeten, 6 Basstuben, Becken, Triangel, Militärtrommel, Glocke in f

### Musikalische Höhepunkte
- Sélikas Schlummerarie im zweiten Akt In meinem Schoß lass ruh’n dein Haupt
- Néluskos Erzählung von Adamastor, dem König der Wellen, im dritten Akt
- Schließlich das bekannteste Musikstück der Oper, Vasco da Gamas große Arie Land, so wunderbar! im vierten Akt, die viele Tenöre in ihrem Repertoire haben.
- Sélika und Vasco da Gamas Liebesduett im vierten Akt
- Das Finale der Oper im fünften Akt mit dem Chor In der Liebe ew’gem Reich

## Entstehung

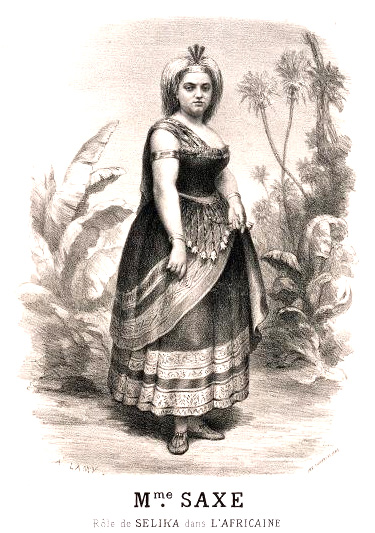
Marie Sasse als erste Afrikanerin

Im Jahr nach der erfolgreichen Uraufführung von Les Huguenots erhielt Meyerbeer 1837 während eines Kuraufenthalts in Baden-Baden von Charlotte Birch-Pfeiffer den Textentwurf für eine romantisch-phantastische Oper, die in einem exotischen Milieu spielte. Meyerbeer übergab das Manuskript seinem Librettisten Scribe, der bereits am 16. August 1837 ein ausgearbeitetes Libretto unter dem Titel L’Africaine vorlegte. Meyerbeer war jedoch unzufrieden damit und verlangte einen historischen Rahmen, den er bei einer Grand opéra für unerlässlich hielt. Meyerbeer begann zwar trotzdem mit der Komposition, arbeitete aber parallel an der Komposition von Le prophète. Als Marie-Cornélie Falcon, die für die Titelrolle der Afrikanerin vorgesehen war, die Stimme verloren hatte, gab er das Projekt auf.
Scribe legte 1853 ein überarbeitetes Libretto vor, das die Entdeckung des Seewegs nach Indien durch Vasco da Gama thematisierte. Auch der Titel der Oper sollte nicht mehr L’Africaine, sondern Vasco da Gama lauten. Meyerbeer zögerte jedoch und beschäftigte sich stattdessen mit der Komposition der Dinorah. Erst nach erneutem Drängen Scribes sah Meyerbeer seine Skizzen und Fragmente, die er unter dem Arbeitstitel Vecchia Africana abgelegt hatte, durch und entschloss sich zur Neukomposition der Oper.
Im Winter 1860/61, als sich Meyerbeer als „preußischer Hofkompositeur“ in Berlin aufhielt, entstanden große Teile des vierten Aufzugs. Nach Scribes Tod im Februar 1861 sah es Meyerbeer als Verpflichtung und vordringliche Aufgabe an, die Oper fertigzustellen.

## Aufführungspraxis

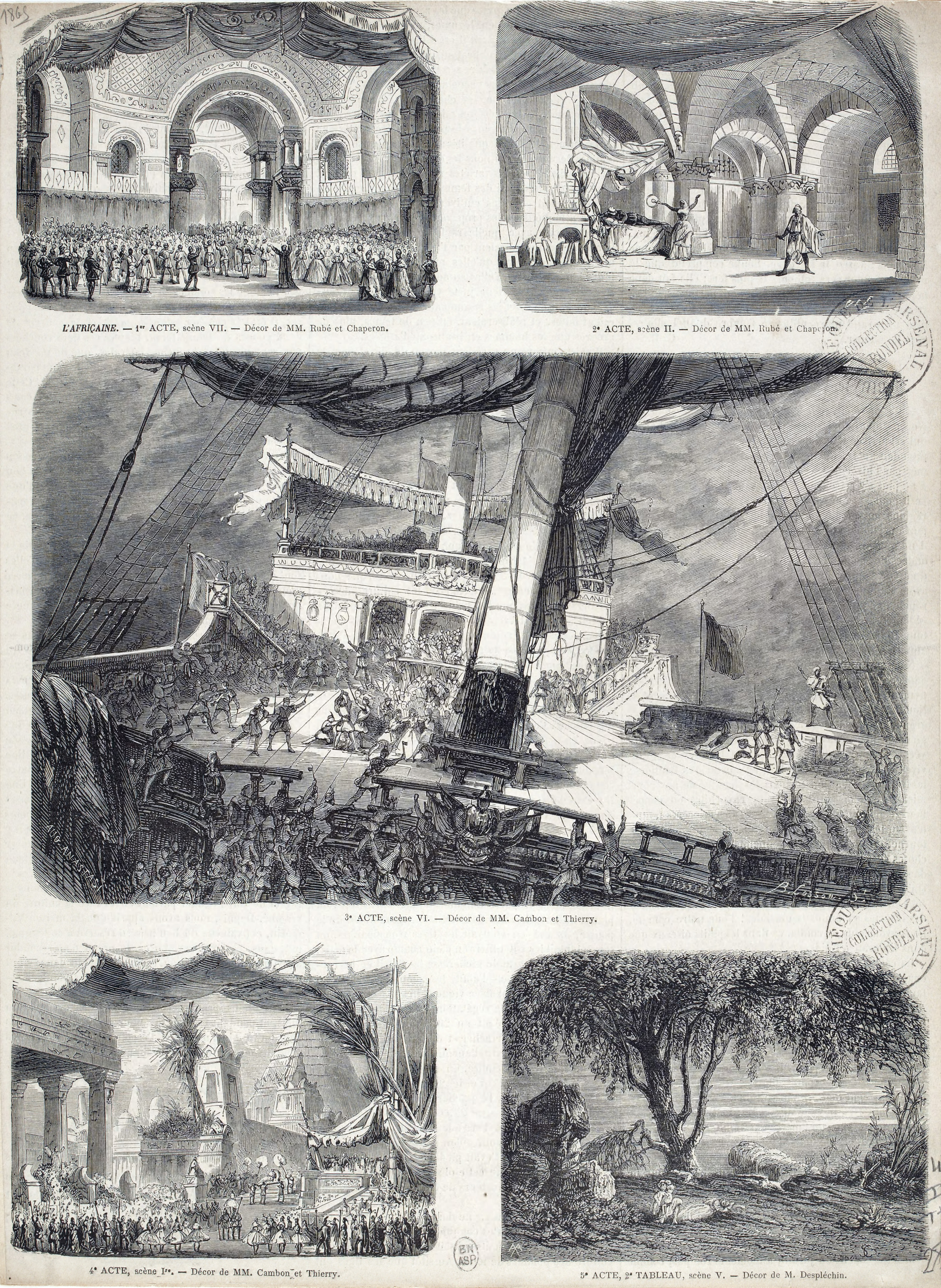
Bühnenbilder der Uraufführung 1865

Meyerbeer, der nach einer Tagebucheintragung vom 29. November 1863 die Komposition bis auf die Ouvertüre und das Ballett abgeschlossen hatte, konnte beides noch vor seinem Tod am 2. Mai 1864 vollenden, zuletzt die Ouvertüre am 7. April 1864. Meyerbeer hinterließ eine fertige Partitur mit reichem musikalischem Material, konnte aber trotz beginnender Kopierarbeiten keine von ihm autorisierte aufführungsreife Version erstellen. Daher beauftragte Meyerbeers Witwe den Komponisten François-Joseph Fétis, das Werk bühnenreif einzurichten. Fetis kürzte hauptsächlich im dritten und fünften Akt, vor allem in den Finali, strich eine Arie der Inez und kürzte die Rezitative. Ebenso strich er sogenannte „Wiederholungen“, womit er jedoch die „Symmetrie der Partitur“ zerstörte, ebenso, wie er „thematische Bezugnahmen“ entfallen ließ.
Da das Opernpublikum bereits seit Jahren auf eine Afrikanerin aus Meyerbeers Feder gewartet hatte, wurde der Titel geändert und die Handlung des vierten und fünften Aktes von Indien (Malabar) nach Madagaskar verlegt. In dieser Fassung kam das Werk am 28. April 1865 zur Uraufführung, die trotz der Striche von 19.15 bis 0.45 Uhr dauerte.
Erst seit der Herausgabe der historisch-kritischen Edition von Jürgen Schläder bei Ricordi sind Fétis’ Eingriffe offensichtlich. Die Oper Chemnitz brachte als erste Bühne die revidierte Fassung unter dem von Meyerbeer gewünschten Titel Vasco de Gama im Jahr 2013 zur Aufführung. Diese wurde in der Kritikerumfrage der Zeitschrift Opernwelt der Spielzeit 2012/2013 zur „Wiederentdeckung des Jahres“ gewählt.